# Monteiro Lobato
Monteiro Lobato är en kommun i Brasilien.   Den ligger i delstaten São Paulo, i den sydöstra delen av landet, 800 km söder om huvudstaden Brasília. Antalet invånare är 4 123. Arean är 333 kvadratkilometer.
Terrängen i Monteiro Lobato är kuperad söderut, men norrut är den bergig.
I omgivningarna runt Monteiro Lobato växer i huvudsak städsegrön lövskog. Runt Monteiro Lobato är det glesbefolkat, med 13 invånare per kvadratkilometer.